# معراه الشلف
معراه الشلف (به عربی: معراة الشلف) یک روستا در سوریه است که در ناحیه قورقینا واقع شده‌است. معراه الشلف ۱٬۶۰۰ نفر جمعیت دارد.